# Aba River
Der Aba River ist ein Fluss im südlichen Teil von Nigeria.

## Beschreibung
Er trägt den Namen der gleichnamigen Stadt Aba und ist ein Nebenfluss des Imo River.  Der Aba ist als Frischwasserversorgung für die Stadt mit über 1,7 Millionen Einwohnern und ihre Industrieansiedlungen von wirtschaftlicher Bedeutung. Der Fluss entspringt im nördlichen Ngwa-Hinterland der Stadt Aba, nahe dem Dorf Okpu-Umuobu, und mündet an der Grenze zum Bundesstaat Rivers in den Imo River.